# Gräberfeld Borgstedt
Das Gräberfeld Borgstedt umfasst elf Grabanlagen des Früh- und Mittelneolithikums (4000–2800 v. Chr.) nach nordischer Terminologie. Dies sind zwei Rundhügel und neun Langbetten. Zusammen mit einer nahegelegenen Siedlung und Grabenwerk bildet es die neolithische Kleinregion Büdelsdorf-Borgstedt. Die Region bietet einen Einblick in die neolithische Lebenswelt, indem sowohl profane Siedlungsaktivitäten als auch sakrale und rituelle Aktivitäten und deren Zusammenhänge erfasst werden können. Zudem bietet die Region einen Einblick in die Entwicklung verschiedener Phänomene. Es lässt sich die Etablierung sowie die Entwicklung der Grabarchitektur erfassen, es kann die Entstehung, Entwicklung und der Zerfall einer Siedlung dokumentiert werden.
Aus diesem Grunde erwies sich die Kleinregion als hervorragendes Studienobjekt für die intensive Erforschung des von Johannes Müller geleiteten DFG-Schwerpunktprogramms 1400 „Frühe Monumentalität und soziale Differenzierung“, Teilprojekt „Monumentale Grabenwerke, nichtmegalithische und megalithische Grabbauten des Früh- und Mittelneolithikums in Schleswig-Holstein: Untersuchungen zu Baugeschichte, Datierung, Funktion und Landschaftsbezug der Kleinregionen Büdelsdorf und Albersdorf“. In diesem Rahmen wurde das Gräberfeld von Franziska Hage umfassend analysiert und publiziert.

## Architektur und Datierung der Gräber
Das Gräberfeld Borgstedt umfasst elf Grabanlagen des Früh- und Mittelneolithikums. Dies sind zwei Rundhügel und neun Langbetten. Der pauschalisierende Begriff des Langbettes ist jedoch nicht adäquat für die Vielfalt der hier vertretenen Grabanlagen. Die Langbetten variieren erheblich in ihren Ausmaßen und konstruktiven Elementen. Die Ausmaße reichen von 38 × 9 m, über 60 × 15 m, 60 × 11 m, 115 × 11 m, 190 × 7 m und 200 × 12 m. Alle sind nordost – südwestlich orientiert, nur zwei Befunde folgen diesem Muster nicht (nord–süd bzw. nordwest–südost). Mit der Hauptorientierung zeigen beinahe alle Gräber in Richtung des Grabenwerkes. Hierunter auch der 200 m lange Befund. Die Langbetten sind zum Teil mit Findlingen umgeben, zum Teil durch Gruben begrenzt und in jeweils einem Fall durch eine Pfosten- bzw. Doppelpfostenreihe. Alle drei der über 100 m messenden Langhügel waren mit Gruben eingefasst.
| LA Nr. | Art        | Ausrichtung | Länge m | Breite m | Umhegung      | Grabkammern | Erdgräber |
| 22     | Langbett   | NE-SW       | 59,5    | 11       | Doppelpfosten | 1           | -         |
| 23     | Rundhügel? |             | ?       | ?        | ?             | 1           | ?         |
| 25     | Langbett   | NE-SW       | ?       | ?        | ?             | 2           | -         |
| 26     | Langbett   | N-S         | 60      | 15       | Findlinge     | 3           | 4         |
| 27     | Langbett   | NE-SW       | 200     | 12       | Gruben        | ?           | 1?        |
| 28     | Rundhügel  |             | 13      | ?        | Findlinge     | 1           | -         |
| 29     | Langbett   | NE-SW       | 38      | 9        | Gruben        | 1           | 1         |
| 30     | Langbett   | NE-SW       | 38      | 9        | Pfosten       | 2           | 4         |
| 31     | Langbett   | NE-SW       | 115     | 11       | Gruben        | 1           | 1         |
| 32     | Langbett   | NE-SW       | 190     | 7        | Gruben        | 1           | -         |
| 69     | Langbett?  | NE-SW       | ?       | ?        | Findlinge?    | 1           | 1?        |

Die Bestattungen wurden vor allem in den megalithischen Kammern vorgenommen. Die Kammern lassen sich nur schwer rekonstruieren. In fünf der Langbetten liegt nur eine Grabkammer vor. In den Grabanlagen LA 25, LA 26 und LA 30 sind jeweils zwei Grabkammern nachzuweisen. LA 28 stellt einen Rundhügel mit einer Grabkammer dar. Sie sind alle ca. 50 cm eingetieft, 1,4–1,8 m breit und 1,8–3 m lang. Die Grundrisse, soweit dies zu entscheiden ist, sind rund bis oval, in einem Fall leicht rechteckig. Die Kammern werden von fünf bis elf Trägersteinen begrenzt. Zwei der Kammern sind (jeweils eine in LA 28 und LA 30) als Großdolmen anzusprechen. Die anderen sind es recht kleine Dolmen, wie sie häufig in Langbetten zu beobachten sind (z. B. Flintbek). Die Entwicklung führt von Urdolmen über Polygonaldolmen zu sowohl Groß- als auch Kleindolmen, wie sie beide hier nachgewiesen sind. Die nächste Stufe, sog. Ganggräber, sind jünger und nicht in Borgstedt nachgewiesen.
Weiterhin wurden mindestens 13, womöglich sogar 18 Flachgräber entdeckt. Zwei der Befunde sind mit Steineinbauten versehen und als Steinkistengräber bzw. Miniaturdolmen anzusprechen. Diese sind 25–40 cm breit, 60–100 cm lang und 30–40 cm hoch.
Die restlichen Gruben sind rechteckig, zwei bis drei m lang und im Profil wannenförmig und bis zu 60 cm tief. Generell sind solche Flachgräber ohne (erkennbare) Einbauten ins Frühneolithikum I (4000–3500 v. Chr.) zu datieren, doch sind auch spätere Befunde des Mittelneolithikums bekannt (Wangels). Es ist nicht ganz klar, doch scheinen einige der Befund Gräber vom Typ Konens Høj darzustellen, wie sie mehrfach aus Süd- und Ostdänemark oder auch viermal aus Flintbek bekannt sind. Diese Befunde datieren vor allem ins FN II (3500–3300 v. Chr.). Drei dieser Befunde lagen verstreut zwischen den Befunden LA 27, LA 28 und LA 29, womit hier womöglich ein nicht erkannter Hügel zu verorten ist. Fünf Befunde wurden an den Außenseiten von Langbetten angetroffen und zehn Befunde innerhalb der Langbetten. Während die äußeren Bestattungen gleichzeitig oder jünger als die Langbetten sein müssen, sind die inneren Bestattungen gleich alt oder älter.
Das zeigt, dass das Gräberfeld bereits im Frühneolithikum angelegt wurde und da keine neueren Architekturen nach den Groß- und Kleindolmen errichtet wurden, stoppte der Baubetrieb vor 3350 v. Chr.
Die Datierung der Architektur bestätigt sich im Fundmaterial und ist durch 14C-Daten verifiziert. Die Masse an Funden datiert ins FN II (3500–3300 v. Chr.) oder MN I (3300–3200 v. Chr.). Das MN II (3200–3100 v. Chr.) und vor allem MN III–IV (3100–30/2900 v. Chr.) sind spärlich vertreten. Im Folgenden seien nur einige der Gräber näher vorgestellt. Für viele liegen keine absoluten Daten vor.
Das Langbett LA 22 wurde mit 5 Messungen datiert. Eine Probe aus einem Pfostenloch aus der das Grab einhegenden Pfostenreihe wurde auf 3971–3806 calBC also ins FN I datiert, was der frühen Datierung weniger anderer Befunde in Dänemark entspricht. Die Einhegung ist deutlich älter als der Dolmen. Der Dolmen wurde vermutlich 3697–3652 cal BC (Standspur Findling Kammer) errichtet, wobei vom Kammerboden die Daten 3506–3357 und 3495–3093 calBC stammen. Die keramischen Funde sowie die Bernsteinperlen (u. a. doppelaxtförmige Perlen) sprechen für mittelneolithische Belegungen (MN I und MN III/IV). Hier wurde also ein frühneolithisches Langbett 250 Jahre nach seiner Errichtung um einen Dolmen ergänzt, der bis ins MN III/IV genutzt wurde.
Der Rundhügel LA 28 wurde laut den 14C-Daten bereits im 40./39. Jahrhundert genutzt, wobei die dieses Datum generierende Probe (kurzlebiges Rosengewächs 3941–3800 calBC) aus dem Kammerboden nicht zwangsläufig mit der Errichtung zusammenhängen muss, sondern eingetragen worden sein kann. Definitiv wurde das Grab im 36. Jahrhundert aufgesucht.
Das Grab LA 32 erbrachte Daten von 3516–3372 und 3505–3367 calBC. Auch die Funde zeigen die Phase FN II an.
Das Grab LA 69 barg Fundmaterial des MN I, die absolute Datierung ergab 3505–3367 calBC, was dem FN II entspricht.
Für das Gräberfeld Borgstedt erwies sich die absolute Datierung als sehr wichtig. Diese zeigte oft, dass die Gräber ein wenig bis bedeutend älter als die Funde sind. Das ist vor allem beim Langbett LA 22 sowie dem Rundhügel LA 28 der Fall.
Die oben angesprochene Vielfalt, der der Begriff des Langbettes nicht gerecht wird, ergibt sich aus der Architektur, Datierung, der Anzahl und Art der Gräber (mit oder ohne steinernen Grabkammern). So sind relativ kurze Langbetten belegt, die im vornhinein megalithisch geplant oder in kurzer Zeit zu megalithischen Anlagen ausgebaut wurden. Solch ein Befund liegt auch in Flintbek vor. Andere Langbetten datieren sehr früh und fallen durch ihre Länge auf. In der Primärphase sind diese zudem ausschließlich nicht-megalithisch sind. In Abgrenzung zu den anderen Langbetten werden diese auch earthen long barrows genannt.

## Funde
Es wurden insgesamt 11.045 Scherben von Keramikgefäßen gefunden, die zu 169 Gefäßeinheiten zusammengefasst werden konnten. Es sind dieselben Typen wie in der nahegelegenen Siedlung anzutreffen mit dem Unterschied, dass Becher relativ betrachtet häufiger sind.
Hervorzuheben sind eine Ösenkranzflasche aus einer Erdentnahmegrube am Langbett LA 32, die in der hier gefundenen Form zum Formengut des Frühneolithikums, tendenziell FN II (3500–3300 v. Chr.) zählt. Daneben wurde ebenfalls im Langbett LA 32 eine sog. Dolmenflasche (ebenfalls v. a. FN II) gefunden. Im Befund LA 30 wurden zwei sog. Prunkbecher gefunden, das sind reichverzierte Becher des frühen MN. Eine sog. Fruchtschale wurde im Befund LA 30 gefunden. Auch wenige Tonscheiben und sog. Tonlöffel sind hervorzuheben.
Zudem wurden 33 Querschneider, zwei dünnnackige Flachbeile und viel Bernstein großer Vielfalt gefunden. Der Bernstein umfasst zwei Rohstücke (bis zu 23 g), 56 röhrenförmige Perlen, 20 uneindeutige Fragmente, drei spulenförmige Perlen, zwei Anhänger und jeweils zwei doppelaxtförmige und prismenförmige Perlen.
Im Jungneolithikum (Endneolithikum, Schnurkeramik, Einzelgrabkultur) erfolgten Nachnutzungen einiger der Gräber. Erwähnenswert ist die Deponierung dreier Becher am Rand des Langbettes LA 31. Diese sind Becher des Typs D3 nach Hübner, die in Schleswig-Holstein recht selten sind. Diese und vergleichbare Becher (verschiedene Wulst- und Wellenleistenbecher) sind in Mittel- und Süddeutschland vor allem aus Siedlungskontexten belegt, in Norddeutschland und Dänemark hingegen vor allem als Deponierung an Gräbern zu beobachten (aber nicht in den Kammern als Grabbeigaben).
Der Rundhügel LA 28 wurde für eine besondere jungneolithische Nachbestattung genutzt. Hier wurde eine Grube angelegt, in der ein kompletter Schädel eines Pferdes zusammen mit Artefakten deponiert wurde. Sicher wurden vier Bernsteinperlen, eine Pfeilspitze und ein Schleifstein zusammen mit dem Pferdeschädel deponiert. Das Grab wurde rezent gestört, sodass nur zu vermuten ist, dass die naheliegenden Objekte (Streitaxt, Querbeil, Gefäß, zwei Pfeilspitzen) ebenfalls hierzu gehören. Die Typochronologie des Gefäßes, des Beils, der Streitaxt (Typ K) und der Pfeilspitzen (Spanpfeilspitze) bezeugt ein spätjungneolithisches Datum (späte Einzelgrabkultur).

## Aufwandsberechnung
Der Bau von Siedlungen, Grabenwerken und Grabmonumenten benötigt die Arbeitskraft von verschiedenen Anzahlen an Menschen (s. hierzu Bautrupptheorie). Es beginnt mit der Suche nach geeigneten Baustoffen wie Findlingen und Bäumen (richtige Art und Proportionen) und das Heranschaffen dieser an die Baustelle. Es ist zwar davon auszugehen, dass die Baustoffe in der näheren Umgebung erhältlich waren (dichter Waldbaumbestand während des Neolithikums, Findlinge sind Teil des Geschiebes jener Gletscher, die die Jungmoräne formten), dennoch mussten sie präpariert und transportiert werden, was besonders bei den mehrere Tonnen schweren Findlinge den zeitintensivsten Teil der Arbeit ausmacht.
Da einige Gräber des Gräberfeldes mit etlichen Findlingen errichtet wurden, andere hingegen überwiegend Holz/Erde-Konstruktionen darstellen, sind große Unterschiede im Arbeitsaufwand berechnet worden. Diese liegen zwischen etwa 2.300 und 10.400 Stunden. Würden zehn Personen angenommen, die zehn Stunden am Tag arbeiten, wären die Monumente in knapp drei Wochen bzw. über drei Monaten errichtet worden. Das Langbett LA 26 wurde umfunktioniert. Zunächst wurde ein kleiner Aufwand der genannten 2.300 Stunden betrieben. Dieses wurde aber später mit einer megalithischen Einfassung umgeben, deren Erstellung auf 20.000 Arbeitsstunden kalkuliert wird.
Da die megalithischen Gräber und Einfassungen jünger als die primären Holz/Erde-Konstruktionen sind zeigt sich, dass sich der kollektive Aufwand im Laufe der Zeit deutlich vergrößerte.

## Bedeutung für die Forschung
Das Gräberfeld Borgstedt erwies sich als sehr bedeutend. So wurde verifiziert, dass die nicht megalithischen Langbetten besonders frühe Monumente darstellen. Ebenso konnte hier verifiziert werden, dass die Phase, bestehende Langbetten megalithisch umzustrukturieren, um 3650 v. Chr. begann. Erstaunlich ist die potenzielle frühe Datierung des Rundhügels LA 28. Dieses Grab wurde direkt mit Findlingen errichtet und wenn die Probe aus dem Kammerboden (3941–3800 calBC) tatsächlich mit dem Bau zusammenhängt, wäre dies das früheste bekannte Megalithgrab Norddeutschlands und Südskandinaviens.